# Mamia Chentouf
Mamia Chentouf (née en 1922 et morte le 10 octobre 2012) est une militante nationaliste et maquisarde FLN durant la guerre d'Algérie et une femme politique algérienne.

## Biographie
Mamia Aïssa née Mamia Abdelli en 1922, fille de Aïssa Abdelli, est issue d'une famille paysanne aisée. Elle se marie en 1947 avec Abderrezak Chentouf, membre du Parti du peuple algérien puis du Mouvement pour le triomphe des libertés démocratiques et prend le nom de son époux. Elle est membre du FLN durant la guerre d'Algérie. Le 24 juin 1947, elle fonde, avec Nafissa Hamoud et Fatima Zekkal, l'association des femmes musulmanes algériennes qui est la première association féminine d'Algérie, à laquelle se sont jointes les militantes Nassima Hablal et Izza Bouzekri. Une fois l'Algérie indépendante, elle devient présidente de l'Union nationale des femmes algériennes. En 2007 sort un documentaire de Baya El Hachemi sur Mamia Chentouf, intitulé Mamya Chentouf : militante de la première heure. Elle meurt le 10 octobre 2012 d'un cancer.